# PKZIP

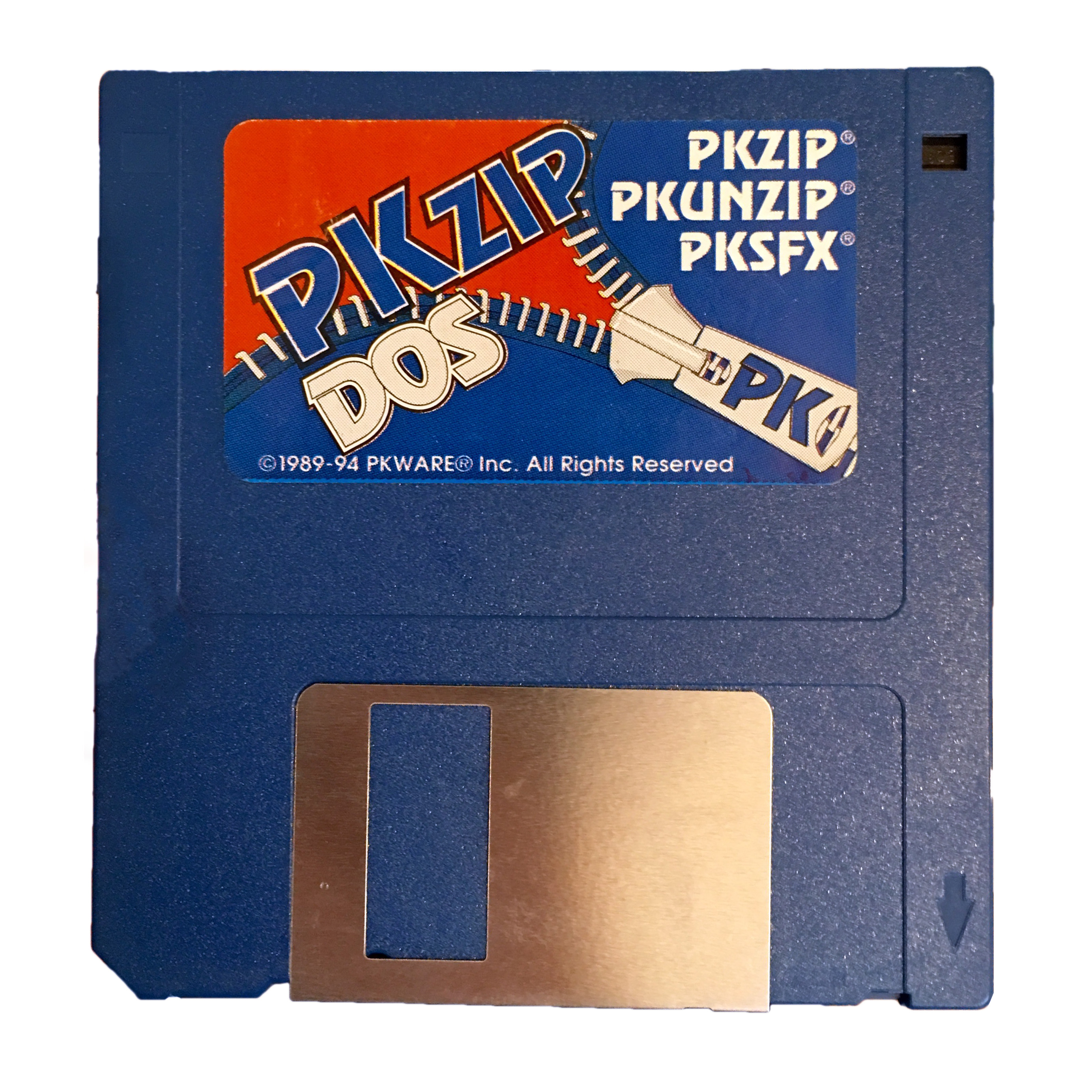

PKZIP é uma ferramenta de compactação de arquivos escrito pelo falecido Phil  Katz, e comercializado por sua empresa, a PKWARE, Inc. PKZIP é um acrónimo para Phil Katz's ZIP.